# 립체인저
《립체인저》(중국어: 跳跃战士; 영어: Leap Changer)는 중국의 링동창상이 완구를 제조하고, 로타애니메이션이 제작한 작품으로, 대한민국에서는 카툰네트워크 코리아에서 2018년 10월 6일부터 11월 17일까지 매주 토요일·일요일 주 2화씩 오후 6시에 방영하였다. 완구는 잼버스코리아에서 발매하였다.

## 우리말 녹음 목소리 출연
- 오주희: 레이, 샐리
- 최승훈: 존, 울트라점퍼
- 전영수: 재키
- 김유림: 토미, 제리, 미란다
- 이정민: 트리커
- 석승훈: 블레이즈 라이더, 폴로
- 정의진: 딘, 썬더 크로스
- 허성재: 돈, 킹블라스터

## 한국판 제작진
- 번역: 정의진, 김지은
- 우리말연출: 박희경
- 수입배급: 잼버스 코리아(주)
- 홍보: 김세호, 황조희
- 마케팅기획: 조성우, 류인정
- 음악 효과: 디어웍스 박일용
- 믹싱 편집: 디어웍스 박일용
- 녹음감독: 강성순
- 랜더마스터: 치우 ent.
- CG: 치우 ent. 오예주
- 제작: 링동창상, 로타애니메이션

## 한국판 주제가
오프닝 곡
작사(번안): 정의진, 오주희 / 편곡: 라이언킴, 앤디정 / 노래: 머스트비
엔딩 곡
작사(번안): 정의진, 오주희 / 편곡: 라이언킴, 앤디정 / 노래: 김유림